# 姜維
姜 維（きょう い、建安7年（202年） - 景元5年1月18日（264年3月3日））は、中国三国時代の人物。魏・蜀漢に仕えた。字は伯約。涼州天水郡冀県の出身。父は姜冏。妻は柳氏。末裔に隋末の姜宝誼・唐の官僚の姜恪・姜協がいる。

## 生涯

### 出生
姜氏は代々「天水の四姓」と呼ばれる豪族だった。10代前半に、郡の功曹だった父が異民族の反乱鎮圧に従軍し戦死したため、母の手で育てられた。郡に出仕して上計掾となった後、召されて雍州刺史の従事となった。その後、かつての父の功績が取り上げられて、中郎の官を贈られ、天水郡の軍事に参与することになった。

### 蜀への降伏
建興6年（228年）、蜀の諸葛亮が北伐にて接近した際、天水太守の馬遵とともにその偵察に赴いた。ところが各県の降伏を耳にした馬遵は、配下の梁緒（功曹）・尹賞（主簿）・梁虔（主記）・姜維（中郎）らが諸葛亮と内通しているのではないかと疑い、上邽に逃亡した。姜維らは彼を追ったが城内に入ることを許されなかった。このため冀県に戻ったが、そこでも受け入れてもらえなかったため、取り残された姜維らは行き場を失い、仕方なく蜀に降伏した。諸葛亮は街亭の戦いで敗北すると、西県の1000余家と姜維らを引き連れて成都に帰還した。そのため姜維はこれ以後、魏領に残った母と生き別れになった。諸葛亮は「姜維は仕事を忠実に勤め、思慮精密である。涼州で最高の人物だろう」と言い、また「姜維は用兵に秀で、度胸があり、兵の気持ちを深く理解している」などと評するほど、その才を高く評価し、倉曹掾・奉義将軍の官を与え、当陽亭侯に封じている。
裴松之が注で引用する孫盛の『雑記』によれば、姜維の母親が魏に戻るよう手紙を送ったが、姜維は蜀で栄達するという大望があるため戻らないと返事したとある。

### 蜀軍の中枢へ

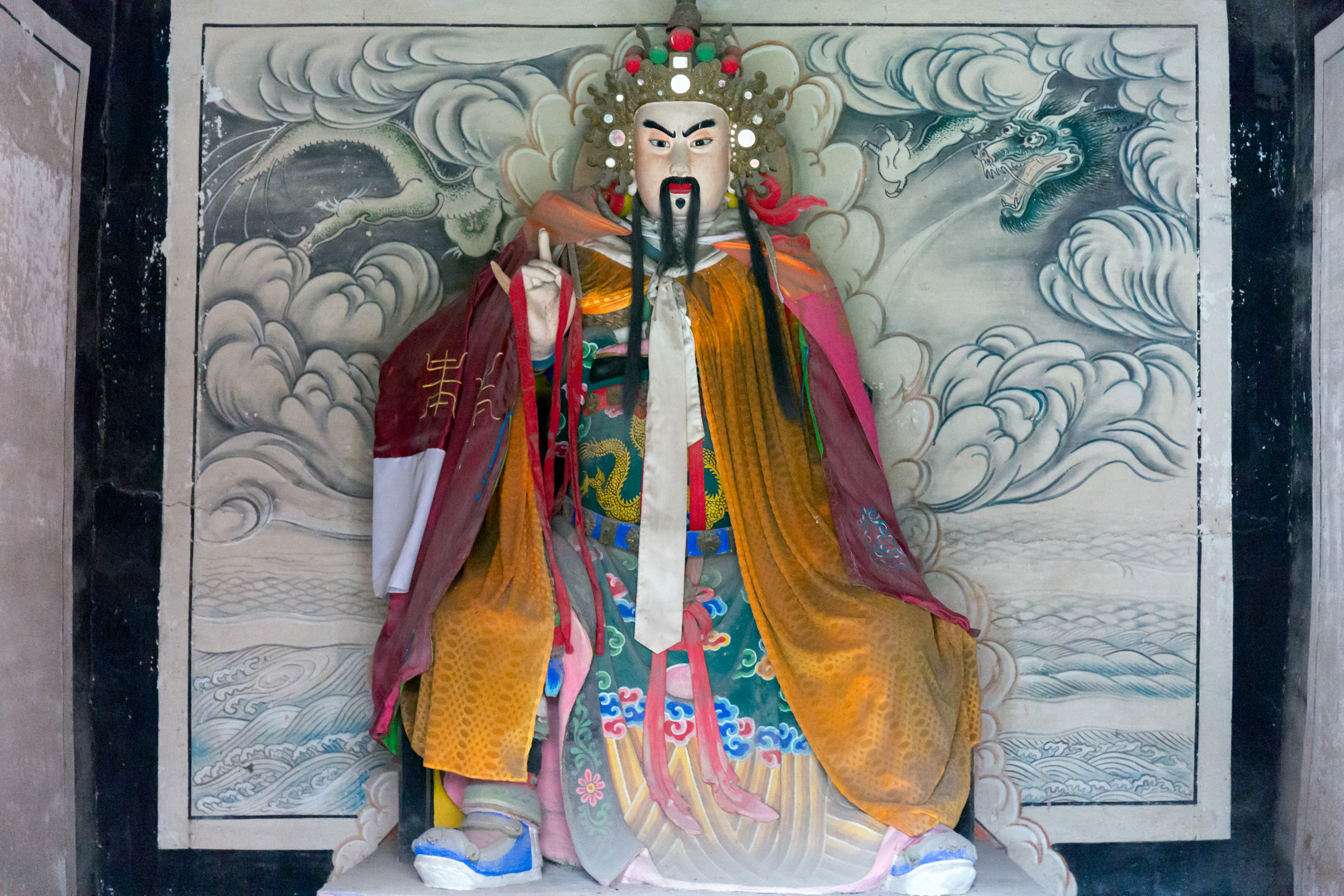
五丈原諸葛亮廟の姜維像

その後は北伐に従軍し、中監軍・征西将軍に昇進した。建興12年（234年）、諸葛亮の死後は成都に帰還し、右監軍・輔漢将軍を授けられた。また諸軍を指揮・統率することを許され、平襄侯に進封された。
延熙元年（238年）、諸葛亮の後を継いだ大将軍蔣琬は、魏征伐の準備のため大軍を統率して漢中に駐屯し、姜維もそれに従軍した。その後、姜維は司馬に任命され、一軍を率いて何度も西方に侵入した。延熙3年（240年）、羌族の迷当の反乱に呼応して隴西に侵攻したが、郭淮に鎮圧されたため撤退した。延熙6年（243年）、蔣琬は北伐を断念して主力軍を漢中から撤退させた。その際、姜維を鎮西大将軍・涼州刺史に任じて北方への備えに残した。同時期に国境を預かる者として鎮南大将軍馬忠、鎮北大将軍王平、東を預かる前将軍鄧芝がいる。延熙10年（247年）には、衛将軍・録尚書事と昇進を続け、軍事の中枢を担うようになった。
同年、汶山での異民族の反乱を制圧すると、隴西郡に進出して魏の郭淮・夏侯覇らと戦い、これに勝ちこの地の異民族を味方に付けた。涼州の胡王である白虎文等が民衆を率いて降ってきたため、これを繁県に住まわせた。汶山の平康夷が反したため、姜維はこれを討ち平げた。姜維は還ると、節を假された。延熙12年（249年）、姜維は再び西平に出兵し勝利を得ることなく撤退したが、郭脩を捕らえた。姜維は郭脩を脅迫したが、屈服しなかったという。姜維は、西方の風俗に通じていることや自らの才能と武勇を恃みとし、大規模な北伐軍を起こして諸葛亮の遺志を遂げたいと願っていた。だが、蔣琬の後任である大将軍費禕は賛同せず、姜維に1万以上の兵を与えなかった。習鑿歯の『漢晋春秋』によると、費禕は姜維に対し「我々の力は丞相（諸葛亮）に遥かに及ばない。その丞相でさえ中原を定めることが出来なかったのだ。ましてや我々に至っては問題外である。今は内政に力を注ぎ、外征は人材の育成を待ってからにすべきだ」と語っていたという。

### 北伐と蜀の衰退
延熙16年（253年）、費禕が魏の降将の郭循（郭脩）に刺殺されると、姜維は費禕の後を受け軍権を握った。4月、呉の諸葛恪に呼応し、数万の兵を率いて北伐を敢行したが、戦果を得られなかった（諸葛恪も敗戦し、孫峻らによる政変で討たれた）。翌年、魏の李簡の寝返りに乗じて狄道県をはじめ三県を制圧し、徐質を討ち取った。さらにその翌年には、魏から亡命してきた夏侯覇らとともに魏の王経を洮水の西で大破した。王経軍の死者は数万人に及んだという。（狄道の戦い）この功績により翌延熙19年（256年）に大将軍に昇進した。しかし同年、胡済が約束を破り後詰に現れなかったため、段谷で魏の鄧艾に大敗し（段谷の戦い）、国力を大いに疲弊させた。姜維は諸葛亮の先例に倣って、自らを後将軍・行大将軍事へと降格させることで敗戦の責任を取っている。延熙20年（257年）、魏の諸葛誕が寿春で反乱を起こした（諸葛誕の乱）のに乗じて魏に攻め入ったが勝てず、翌景耀元年（258年）に諸葛誕の敗死を聞き撤退した。同年、大将軍に復帰した。こうしたことから国内では北伐への批判が高まり、この頃に譙周が陳祗との討論を元に、『仇国論』という北伐の無謀さを批判した著書をまとめた。また、朝廷内で数少ない北伐推進派だった陳祗も同年に没し、姜維は孤立した。
このため姜維は北伐を一時中断し、代わりに漢中の守備に手をつけた。姜維は「諸陣営を交錯させて守備する従来の漢中防衛法は、防御力は高いが大勝は期待できません。諸陣営を引き退かせ、兵を漢城・楽城の二城に集中させた上で、関所の守りを重視して防御にあたらせ、敵が攻めてきたら遊撃隊を両城より繰り出して敵の隙を伺わせましょう。敵が疲弊し撤退した時、一斉に出撃して追撃すれば敵を殲滅できるでしょう」と建議した。その結果、胡済を漢寿まで退かせ、監軍の王含に楽城を守らせ、蔣斌に漢城を守らせた。また、西安・建威・武衛・石門・武城・建昌・臨遠に防御陣を築いた。
姜維は長年に亘り軍事面のみに力を注ぎ、一切内政を顧みなかった。このため劉禅が黄皓を重用して酒色に溺れてしまい、国政は混乱した。
景耀5年（262年）、4年振りに北伐を敢行したが、鄧艾に撃退された。涼州出身の姜維は、蜀漢の朝廷内では孤立しがちであったため、同年に黄皓が閻宇と結託し姜維の軍権没収を画策した際には、当時朝政を担っていた諸葛瞻や董厥もこれに同調し、益州刺史に任じて成都に留め置かせようとしたほどであった（孫盛『異同記』）。姜維は黄皓を除くよう劉禅に嘆願したが聞き入れられず、また身の危険も感じたため、これ以後成都に戻ることが出来なくなった。その際に、姜維は趙雲ら蜀設立の功労者に対し、侯の諡を送るべきと劉禅に進言した。設立の功労者らには侯の諡が送られた。

### 蜀漢の滅亡と姜維の最期

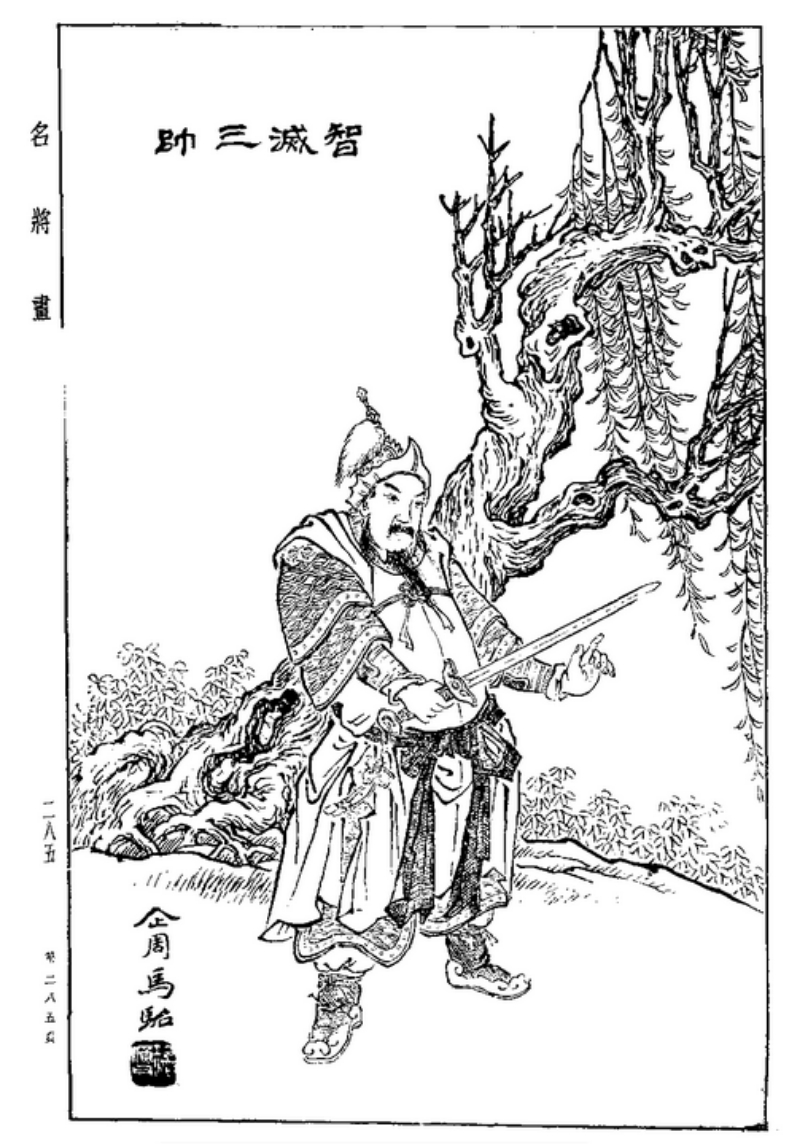
姜維

景耀6年（263年）、姜維は魏の侵攻が近いと見て、劉禅に張翼・廖化を増援に派遣するよう上表した。しかし黄皓は鬼神や巫女の神託を信じ、敵が来ないと考えていたため、劉禅にこのことを採り上げないよう意見した。そのため、群臣は姜維の上表を知らされなかった。
果たして同年5月、魏の司馬昭の命を受けた鄧艾・鍾会が侵攻して来たため、ようやく劉禅は援軍を派遣した。一方の姜維は剣閣で鍾会軍に抵抗した。しかし姜維と鍾会が対峙している間に、鄧艾が陰平から迂回して成都盆地に進入し、綿竹で諸葛瞻を討ち取った。この知らせを聞いた劉禅は最早抵抗すらできず、鄧艾に成都を攻められる前に降伏した。劉禅降伏の報を受けた姜維は、残念に思いながらも鍾会に降伏した（蜀漢の滅亡）。将士らは皆怒り、剣で石を斬ったという。鍾会に「なぜ降伏が遅れたのか」と詰られたが、「これでも早すぎたのだ」と答え、鍾会はこの返答を非常に立派だとした。
降伏後の姜維は、鍾会が魏に反逆する意図を抱いていることを見抜き、鍾会に接近して反逆するよう提案した。その目的は、まず鍾会を魏から独立させ、機会を見て鍾会と魏の将兵を殺害し、劉禅を迎え入れて蜀を復興させようというものであった。鍾会は姜維の進言に従い、遠征に従軍した将軍らを幽閉し反乱を準備した。だが将軍らが命の危機を感じて暴動を起こしたため計画が失敗し、姜維は鍾会および妻子らと共に殺された。享年63。
『三国志』蜀書姜維伝の注に引く『世語』によれば、魏兵が彼の遺体を斬り刻んで胆を取り出したとき、その胆は一升枡ほどもある巨大なものであったと記述されている。
西魏のときに宇文泰によって開明王と追贈された。
かつて剣閣県剣門関鎮に墓所があり、墓碑・墓廟などがあったが、1936年に川陝公路（現在のG108国道）の整備のため取り壊された。唯一残っていた墓亭も、1960年代に文化大革命で破壊され、現在は跡形もない。
甘粛省南東部の天水市甘谷県には姜維の墓所があり、彼を祀る「姜公祠」が存在し、祠には姜維を描いた壁画、像などがある。また四川省広元市剣閣県の剣門関近くに『漢大将軍姜維之墓』が存在する。

## 三国志演義での活躍

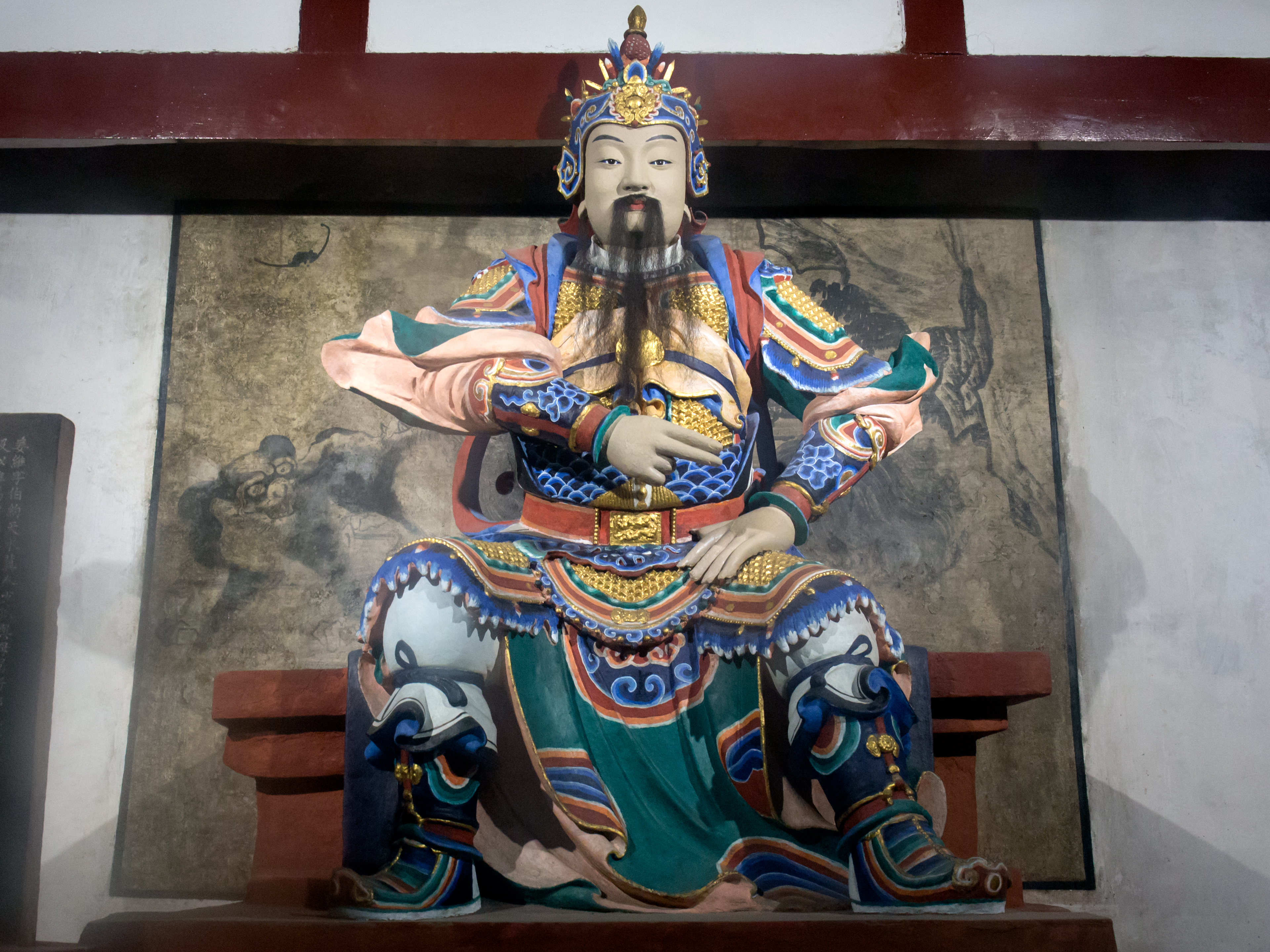
成都武侯祠の姜維像

小説『三国志演義』では馬遵配下の将として登場し、諸葛亮の計略を逆手にとって危機に陥らせたり、趙雲と一騎討ちで互角の勝負を演じたりしている。諸葛亮はその才を高く見込み、自らの後継者とするために計略を用いて姜維を蜀に投降させている。
『演義』での姜維は諸葛亮の第一後継者としての趣が強く、基本的に才覚ある善玉に描かれており、諸葛亮の死後、北伐を続けて時に敗れる描写はあるものの、それによる国力衰退に関しては特筆されていない。
これにより、晩年に重臣たちが姜維を中央から遠ざけていくということに関し劉禅の暗愚を強調し、姜維の非を読者に感じさせにくい意匠になっている。なお演義第119回では、なぜか姜維の享年を59としている。また、取り出された胆も鶏卵ほどの大きさと、史実よりも大幅に縮小されている。
横山光輝の『三国志』では、蜀征討戦に対し諸将と共に剣閣の要害に立て籠もり連弩で抵抗している。このため鄧艾は姜維との戦いを諦め、別動隊を率いて迂回し成都を攻め、姜維が鍾会率いる魏の主力と戦っている間に劉禅らを降伏させてしまう。劉禅らの降伏を知り、劉禅から降伏の勅命を受けた姜維は、諸葛亮から託された蜀を守れなかったことを嘆きつつ、岩に剣を叩きつけて折り、他の兵士らと共に泣きながらそれに従い降伏するという締めくくりになっている。
吉川英治の小説『三国志』では、最期が鍾会に逆らったことで彼に殺されるという何故か正史とは正反対の末路を辿ったことになっている。

## 評価
才能については諸葛亮・鍾会だけでなく、鄧芝も高く評価し、蔣琬は北伐を姜維に任せようとしていた。反面、頑なに北伐を行なったために、譙周を始めとする宮中の官僚や、廖化・張翼らの将軍にも非難されている。
魏の鍾会は、姜維を高く評価し魏の名士と比較すれば、公休（諸葛誕）・泰初（夏侯玄）も及ばないと評した。

また姜維に何度も苦杯を舐めさせた鄧艾も、当代の英雄であり、私と会ったが為に、窮しただけなのだと姜維を称えた。

西晋の歴史家郭頒は著作、『魏晋世語』において時の蜀の官属は皆な天下の英俊であったが、姜維の右に出る者はいなかったと評した。
西晋の王崇は、鍾会の知略は張良に為すと称えられた、姜維はこれをいくばくもなく陥れたのだからその知略はそれに勝るものであったといえよう、惜しい哉と評した。
『三国志』の撰者陳寿は「姜維は文武ともに優れていたが、多年に亘り国力を無視した北伐を敢行し、蜀の衰亡を早めた」という批評を下している。また孫盛は「姜維は防衛の任務に就きながら、敵を招き寄せ領土を失った。滅亡後は、幸運にも鍾会の厚情を受けておきながらも、鍾会を裏切る事を考え、道理に外れた成功を得ようと望んだ。なんと愚かな事だろうか」と断じている。
一方、裴松之は姜維に対して好意的評価を下しており、姜維の死後、郤正がその人格を高く評価した文章に対する孫盛の痛烈なる批判について、再批判を加えている。また東晋の干宝は「蜀の滅亡時に死ぬことができず、鍾会の乱で死んだのは、死ぬべき場所を得られなかったからといえよう」という意見を述べている。
また南宋の胡三省は「姜維の知は、鍾会を手のひらで転がすに足るものだった。時間と命は限られており、どうして行わずにいられようか。姜維の心は終始、漢の為であり、千載の機会の下、丹の如く輝いた。陳寿や孫盛が貶することは、誤りである」と述べている。
日本の吉川英治は自著『三国志』のあとがきにおいて「姜維の多感熱情は蜀史の華である」としながらも、「諸葛亮には遠く及ばないと知りながら、その誓うところ余りに大きく、その任あまりに多く、しかも功を急いだ結果、蜀の衰退を速めてしまった」という意見を述べている。

## 姜維を主題とした作品

### 漫画
- 向井沙子 『朱のチーリン』小学館〈ビッグコミック〉、全4巻[13][14]

### 小説
- 小前亮『三国志姜維伝 諸葛孔明の遺志を継ぐ者』朝日新聞出版〈朝日文庫〉、2014年。ISBN 978-4-02-264761-0
- 塚本靑史『姜維』河出書房新社、2023年。ISBN 978-4-309-03121-7